# Nemezkaja sloboda

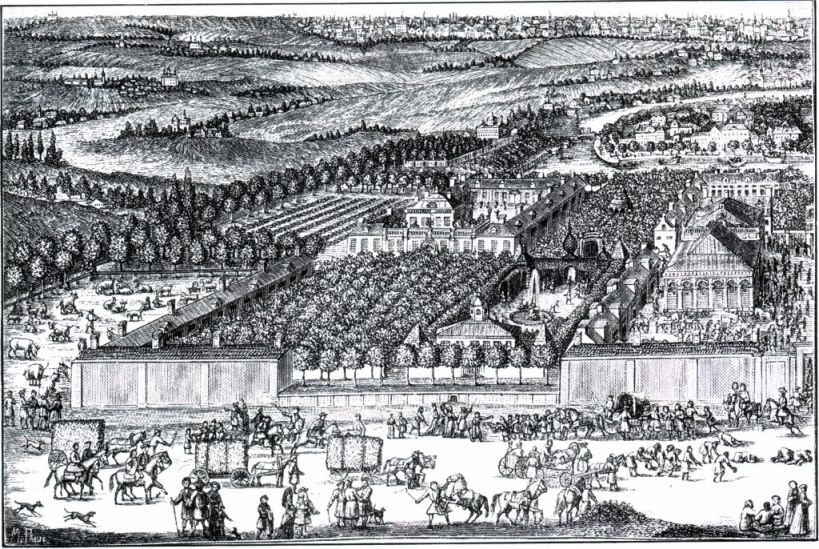
Die Nemezkaja Sloboda, zeitgenössische Darstellung

Die Nemezkaja sloboda (russisch Немецкая слобода, „Deutsche Vorstadt“), auch genannt Sloboda Kukui (слобода Кукуй), war ein Ausländerquartier im Nordosten Moskaus und gehört heute zum Stadtteil Lefortowo.

## Geschichte
Ausländische, zuerst besonders deutsch-hanseatische Kaufleute, die den offiziellen Status „Gäste“ (russisch гости – gosti) bekamen, später Handwerker und Fachleute kamen schon seit dem 15. Jahrhundert zur Zeit Iwans III. ins Land. Deutsche Bergleute suchten nach Bodenschätzen und bauten erste Verhüttungsanlagen.
Da Russland keine eigenen Universitäten hatte, kamen auch Ärzte, Apotheker und Gelehrte aus ganz Europa. Ausländer galten damals als Nicht-Rechtgläubige, mit denen Orthodoxe nur unter strengen Sicherheitsmaßnahmen Kontakt haben durften. Als Lebensraum wurde den ausländischen Fachkräften eine besondere Örtlichkeit am anderen Ufer des Flusses Jausa etwa zwei Kilometer nordöstlich vom Zentrum Moskaus entfernt zugewiesen. Da die Mehrheit der Ausländer Deutsche waren, wurde die Ausländervorstadt Deutsche Vorstadt (Nemezkaja Sloboda) genannt. Nemzy ist auch  etymologisch verwandt mit die Stummen, russisch  немые: so wurden alle Ausländer bezeichnet, die das Russische nicht beherrschen, also quasi „stumm“ waren. Hier wurde die erste Apotheke Russlands eröffnet. In der Sloboda war Hochdeutsch Umgangssprache. Die Bewohner der Sloboda konnten seit deren Gründung nach ihren eigenen Sitten und Gebräuchen leben und ungestört ihren Gottesdienst abhalten.
Nach der Hofzählung 1665 gab es in der Deutschen Vorstadt 206 Höfe mit etwa 1200 Ausländern. Im Jahre 1725 betrug ihre Zahl schon 2500, aber anteilmäßig machten sie nur 2 % der Gesamtbevölkerung der Stadt aus.
Zur Zeit Peters I. spielte die Sloboda eine große Rolle als Zentrum des modernen Lebensstils. Auch seine erste Geliebte, Anna Mons, fand der Zar hier. Peter Müller, der Eisenhüttenbesitzer, versammelte in seinem Haus die Emissäre des Pietismus und wickelte die Geschäfte mit August Hermann Francke in Halle über sein Kontor ab.
Peter I. lernte dort als junger Großfürst (seine Halbschwester Sofia war Regentin) Carsten Brant, einen holländischen Zimmermann, den späteren „Großvater der Russischen Flotte“ kennen. Mit ihm reparierte der spätere Zar ein Boot und träumte von einem Hafen für Russland. Dort lernte er auch den Schweizer François Le Fort kennen, den späteren Admiral der Kriegsflotte. Ebenso begann hier Peters enge Freundschaft mit Alexander Menschikow.